# Ассирійський альянс
Ассирійський альянс — Assyrian Universal Alliance (сирійська: ܚܘܝܕܐ ܬܒܝܠܝܐ ܐܬܘܪܝܐ, арабська: الأشوري الاتحاد العالمي; перська: اتحادیه جهانی آشوریها) — головна організація на Близькому Сході. Альянс складається з різних секторів Ассирійської федерацій і організацій по всьому світу. Йонатан Бетколія, іранський ассирієць, в даний час перебуває на посаді Генерального секретаря.
У 1968 році, Ассирійський Альянс був створений як міжнародна організація, що прагне поширювати, підтримувати і підвищувати ассирійські традиції у світі, щоб забезпечити права людини ассирійського народу на своїй батьківщині і щоб досягти автономії. У 1991 році Ассирійський Альянс став членом Організації непредставлених націй та народів (UNPO).